# 24965 Akayu
24965 Akayu è un asteroide della fascia principale. Scoperto nel 1997, presenta un'orbita caratterizzata da un semiasse maggiore pari a 3,0384482 UA e da un'eccentricità di 0,1204622, inclinata di 4,21931° rispetto all'eclittica.